# Delegazione apostolica di Ascoli
La delegazione apostolica di Ascoli fu una suddivisione amministrativa dello Stato della Chiesa, istituita nel 1816 da papa Pio VII nel territorio delle Marche. Nella sua conformazione definitiva (1831) confinava a nord con le delegazioni di Fermo, Macerata e Camerino, a est con il Mar Adriatico, a ovest con la delegazione di Spoleto e a sud con il Regno delle Due Sicilie.
Era una delegazione di 2ª classe.

## Storia

### Origini e istituzione
Nel contesto del riordino territoriale voluto motu proprio da Pio VII dopo la Restaurazione (6 luglio 1816) la delegazione di Ascoli riunì il territorio dell'antico Comitato ascolano (Stato di Ascoli) e del Presidato sistino di Montalto (Stato di Montalto). Fin dal principio essa fu suddivisa in due distretti che facevano capo rispettivamente ad Ascoli e a Montalto.

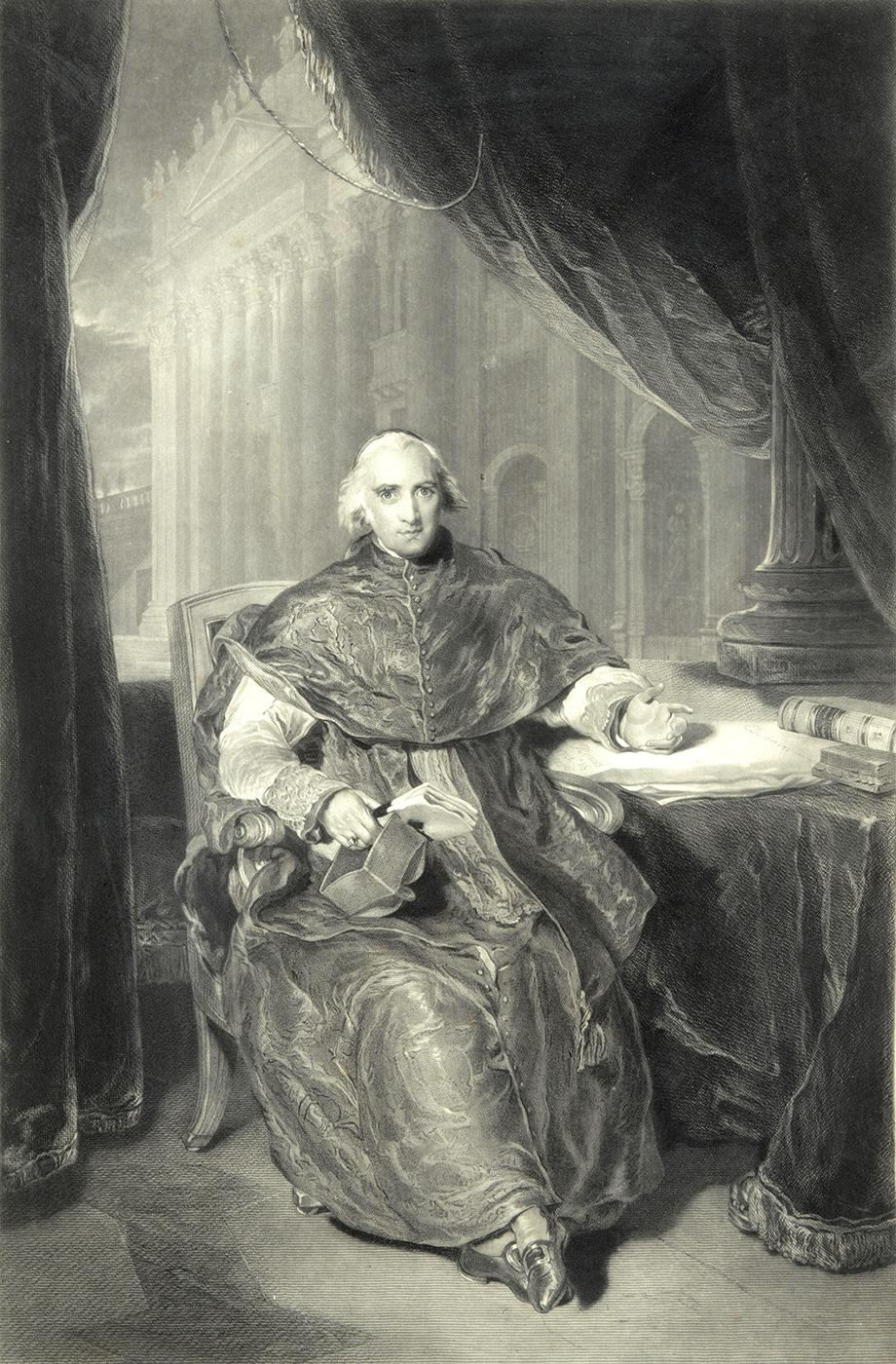
Ercole Consalvi

L'editto del Segretario di Stato Ercole Consalvi, emesso il 26 novembre 1817 (con effetto dal 1º gennaio 1818), modificò i confini della provincia, disponendo una cessione di comuni alla delegazione di Fermo ma al contempo anche due importanti annessioni: quella di Arquata dalla delegazione di Spoleto e quella di Amandola dalla delegazione di Macerata.
Il primo dei due vasti comuni montani, lungamente conteso fra Ascoli e Norcia, veniva così definitivamente legato alle Marche. Il secondo, crocevia di quattro delegazioni (Ascoli, Fermo, Macerata e Camerino), entrava stabilmente nell'orbita ascolana in cui sarebbe rimasto fino alla metà degli anni 2000.

### Unione con la delegazione di Fermo
La storia della delegazione di Ascoli si legò inscindibilmente a quella della delegazione di Fermo con il motu proprio di Leone XII (5 ottobre 1824) che, riformando l'intero assetto territoriale dello Stato della Chiesa, unificò le due province nella delegazione apostolica di Fermo e Ascoli. La nuova delegazione aveva due capoluoghi: il delegato risiedeva a Fermo, mentre ad Ascoli era insediato un luogotenente.

### Nuova separazione
La circoscrizione venne nuovamente smembrata a causa dei moti insurrezionali del 1831, per ordine del generale Sercognani (23 gennaio). Anche dopo il ripristino del governo pontificio l'assetto fu tuttavia mantenuto. Il 5 luglio Gregorio XVI confermò infatti la separazione tramite un editto firmato dal Segretario di Stato Bernetti.

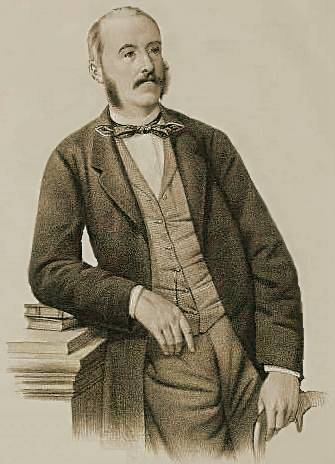
Il primo ministro Marco Minghetti

### Legazione delle Marche
Il 22 novembre 1850 Pio IX, tornato dall'esilio di Gaeta, riformò l'organizzazione territoriale dello Stato della Chiesa raggruppando tutte le preesistenti province in quattro grandi legazioni, più il circondario di Roma. Le delegazioni marchigiane, tra cui Ascoli, furono inserite nella Legazione delle Marche (II Legazione).

### Cessione di Ancarano
Modificando i confini fermani dopo l'accorpamento delle delegazioni nel 1824, Leone XII aveva attribuito alla provincia una conformazione territoriale assai simile a quella che avrebbe mantenuto dal 1860 al 2004, con l'unica eccezione del comune abruzzese di Ancarano e di alcune frazioni di confine. Nel 1840 Ancarano venne ceduta al Regno delle Due Sicilie, e le frazioni furono redistribuite fra Acquasanta, Arquata, Accumoli e Valle Castellana. La rettifica avvenne in forza di un trattato di regolazione dei confini, stipulato da Gregorio XVI e Ferdinando II nel 1840 ma reso noto solo nel 1852.

### Trasformazione in provincia italiana e annessione di Fermo
Il Piceno pervenne quindi all'annessione all'Italia diviso in due province: la più apertamente unitaria Ascoli e la più tiepida Fermo che, dominata dalle spinte reazionarie e dall'opposizione dell'arcivescovo Filippo de Angelis, si era recata al voto plebiscitario con poca convinzione, pur decretando l'annessione a larga maggioranza. Allorché si trattò di riordinare le province del Regno, il governo piemontese preferì quindi accorpare Fermo ad Ascoli creando la provincia di Ascoli Piceno (decreto Minghetti del 22 dicembre 1860). Mantenne però due circondari al posto delle preesistenti delegazioni.

## Territorio e popolazione
La divisione del Piceno tra Ascoli e Fermo trae origine dalle rispettive delegazioni pontificie, anche se queste non corrispondono alle province moderne. Rispetto alla conformazione storica si registrano per Ascoli due importanti variazioni: la perdita dei comuni di Amandola e Montefortino, ricaduti sotto la giurisdizione fermana, e l'acquisto di Montefiore dell'Aso e dei sei comuni dell'ex mandamento pretorile di Ripatransone (Carassai, Cossignano, Cupra Marittima, Grottammare, Massignano, Ripatransone), storicamente fermani ma rimasti in provincia di Ascoli Piceno dopo il 2004.

### Dati demografici
Il lieve decremento territoriale della provincia fermana, rispetto alla delegazione storica, non coincide con l'ancor più lieve incremento di quella ascolana a causa della cessione di Ancarano e dello scambio di frazioni con il Regno delle due Sicilie nel 1852. La delegazione di Ascoli aveva 69.058 abitanti nel 1816 e 78.946 nel 1833. Il capoluogo contava 12.351 abitanti nel 1816 e 11.993 nel 1833.

### Suddivisione amministrativa

#### 1816
| Delegazione | Distretto | Governo        | Comunità |
| ----------- | --------- | -------------- | --- |
| Ascoli      | Ascoli    | Ascoli         | Ascoli, Casalena, Castel Trosino, Montadamo, Morignano, Venagrande, Vena Piccola |
| Ascoli      | Ascoli    | Acquasanta     | Acquasanta, Arli, Arola, Cagnano, Capodirigo, Falciano, Farno, Favalanciata, Forcella, Fleno, Luco, Matera, Montacuto, Montecalvo, Morrice, Novele, Paggese, Peracchia, Piedicava, Pietralta, Quintodecimo, Rocca di Montecalvo, Rocchetta, San Giovanni, San Gregorio, San Martino, San Pietro d'Arli, Santa Maria, San Vito, Tallacano, Torre, Valle d'Acqua, Venamartello |
| Ascoli      | Ascoli    | Ancarano       | Ancarano, Maltignano |
| Ascoli      | Ascoli    | Appignano      | Appignano, Castiglioni, Ripaberarda |
| Ascoli      | Ascoli    | Capradosso     | Capradosso, Castel di Croce, Montemoro, Poggio Canoso, Polesio, Porchiano |
| Ascoli      | Ascoli    | Castorano      | Castorano, Colli, Lama, Pescolla |
| Ascoli      | Ascoli    | Comunanza      | Castelfiorito, Castel San Pietro, Cerqueto, Comunanza, Gerosa, Gesso, Illice, Palmiano, Pizzorullo, Quinzano, Vindola |
| Ascoli      | Ascoli    | Folignano      | Castel Folignano, Folignano, Lisciano |
| Ascoli      | Ascoli    | Monteprandone  | Monteprandone |
| Ascoli      | Ascoli    | Monsampolo     | Monsampolo |
| Ascoli      | Ascoli    | Mozzano        | Agelli, Bovecchia, Colle, Collina, Funti, Gaico, Giustimana, Marsia, Meschia, Mozzano, Osoli, Pantorano, Pastina, Pedana, Pesaturo, Pescolla, Rocca Casaregnana, Roccareonile, Ronciglione, Scalelle, Taverna di Mezzo |
| Ascoli      | Ascoli    | Spinetoli      | Pagliare, Spinetoli |
| Ascoli      | Ascoli    | Venarotta      | Capodipiano, Casacagnano, Cepparano, Cerreto, Gimigliano, Monsampietro, Olibra, Poggio Anzù, Portella, Valcinante, Vallorano, Venarotta |
| Ascoli      | Montalto  | Castignano     | Castignano |
| Ascoli      | Montalto  | Cossignano     | Cossignano |
| Ascoli      | Montalto  | Force          | Force |
| Ascoli      | Montalto  | Montalto       | Montalto, Montedinove, Patrignone, Porchia |
| Ascoli      | Montalto  | Montefiore     | Montefiore |
| Ascoli      | Montalto  | Montefortino   | Montefortino, Montemonaco |
| Ascoli      | Montalto  | Montegallo     | Montegallo |
| Ascoli      | Montalto  | Montelparo     | Montelparo |
| Ascoli      | Montalto  | Monterubbiano  | Monterubbiano |
| Ascoli      | Montalto  | Offida         | Offida |
| Ascoli      | Montalto  | Ripatransone   | Ripatransone |
| Ascoli      | Montalto  | Rotella        | Rotella |
| Ascoli      | Montalto  | Santa Vittoria | Santa Vittoria |

#### 1833
| Delegazione | Distretto | Governo       | Comunità |
| ----------- | --------- | ------------- | --- |
| Ascoli      | Ascoli    | Ascoli        | Ascoli (Casamurana, Cervara, Collegrato, Colloto, Colonna, Coperso, Monticelli, Pescara, Pianacerro, Piana della Forcella, Poggio di Bretta Alto, Poggio di Bretta Basso, Rosara, Santa Maria in Capriglia, Valloni, Vignatico, Villa Franca) e Castel Trosino, Ancarano, Folignano (Castel Folignano), Lisciano, Maltignano, Mozzano (Colle, Collina, Funti, Giustimana, Lisciano di Colloto, Pantorano, Pedana, Taverna di Mezzo), Montadamo (Casalena, Castellano, Cepparano, Cerreto, Morignano, Monsampietro, Polesio, Portella, Vallorano, Venagrande, Vena Piccola), Osoli (Agelli, Bovecchia, Gaico, Meschia, Pesaturo, Pescolla, Ronciglione), Palmiano (Castel San Pietro), Porchiano, Ripaberarda, Rocca Casaregnana (Capo il Colle, Casebianche, Caserine, Collemoro, Cuccaro, Forcella, Gualdo, Lisciano, Marsia, Monestino, Perseraca, Sala, Sassomaio, Scalelle, Vallicella, Vetoli), Roccareonile (Forcella, Pastina), Venarotta (Capodipiano, Casacagnano, Gimigliano, Olibra Incinante, Olibra Incinesca, Poggio Anzù, Valcinante) e Cerqueto (Pizzorullo) |
| Ascoli      | Ascoli    | Amandola      | Amandola, Comunanza (Castelfiorito, Cerisciolo, Gerosa, Gesso, Illice, Tavernelle) e Vindola, Montefortino, Montemonaco |
| Ascoli      | Ascoli    | Arquata       | Arquata (Borgo, Camartina, Colle, Faete, Pescara, Piedilama, Pretare, Spelonga, Trisungo, Vezzano), Acquasanta (Cagnano), Montacuto (Gaglierto, Pietrarotonda, Pito, Pomaro, Pozza, Vallecchia), Montecalvo (Farno, Fleno, Pietralta, Rocca di Montecalvo, San Giovanni, San Gregorio, San Martino), Montegallo, Quintodecimo (Capodirigo, Favalanciata, Matera, Morrice, Novele, Peracchia, San Vito), Santa Maria (Arli, Arola, Falciano, Luco, Paggese, Piedicava, Rocchetta, San Pietro d'Arli, Tallacano, Torre, Valle d'Acqua, Venamartello |
| Ascoli      | Montalto  | Montalto      | Capradosso e Poggio Canoso, Carassai e Rocca Monte Varmine, Castel di Croce e Montemoro, Castignano e Castiglioni, Force e Quinzano, Montalto, Montedinove, Patrignone, Porchia, Rotella |
| Ascoli      | Montalto  | Offida        | Appignano, Castorano, Colli, Lama, Monsampolo, Offida, Pagliare, Spinetoli |
| Ascoli      | Montalto  | San Benedetto | Acquaviva, Monteprandone, San Benedetto e Monte Aquilino |